# روانی-اجتماعی
رویکرد روانی-اجتماعی به افراد در بافتار تأثیر ترکیبی‌ای که عوامل روان‌شناختی و محیط اجتماعی پیرامونشان روی سلامت جسمی و روانی ایشان و توانایی آن‌ها برای داشتن عملکرد دارند، نگاه می‌کند. این رویکرد در بازه گسترده‌ای از حرفه‌های یاری‌رسان در زمینه‌های سلامت و مددکاری اجتماعی و همچنین توسط محققان علوم پزشکی و علوم اجتماعی استفاده می‌گردد.